# Тополиное (заказник)
Тополиное — ландшафтный заказник местного значения, расположенный в Болградском районе Одесской области вблизи села Тополиное.
Площадь заказника — 68,00 га. Заказник расположен на территории квартала 28 Болградского лесничества Измаильского лесхоза. Заказник создан для охраны участков степи которые сохранились в относительно естественном состоянии. На территории заказника обитают редкие виды пресмыкающихся (полоз желтобрюхий, крымская ящерица) и редкие виды растений. Большую часть заказника занимают искусственные лесные насаждения.
Заказник создан в 2001 г. по решению облсовета от 9 февраля 2001 г. № 263-XIII. Границы заказника регламентируются распоряжением Болградской районной государственной администрации от 2 апреля 2007 г. № 208/А-2007.